# キリストの嘲弄 (グリューネヴァルト)
『キリストの嘲弄』（キリストのちょうろう、独: Die Verspottung Christi、英: The Mocking of Christ）は、ドイツ・ルネサンス期の画家マティアス・グリューネヴァルトが板上に油彩で描いた絵画で、1503–1505年に制作された最初期の作品である。主題は、『新約聖書』中の「マルコによる福音書」 (14:65)  と「マタイによる福音書」 (26:67) から採られており、カイアファの前で神の息子なのかと問われたイエス・キリストがそうであると答えた後、その場にいた者たちに唾を掛けられ、目隠しをされ、殴られる場面である。作品は、ミュンヘンのアルテ・ピナコテークに所蔵されている。

## 作品
キリストが低い石の壁の上に前方にやや身体を曲げて、静かに蹲っている。彼の手と腕はロープで縛られている。ロープを引っ張っている拷問者が鑑賞者に背を向けて、キリストの前に立っている。もう1人の拷問者がキリストの背後に立ち、彼の髪を引っ張り、彼を殴るために拳を振り上げている。右側には左手に棒を持った男がおり、右手で2番目の拷問者を抑え込もうとしているが、拷問者は気づいていないようにみえる。 
年輩の男が棒を持った男のほうを見て、自分の手を彼の肩に置きつつ、彼と話しているようにみえる。後景にはさらに3人の男がいる。左側には片手でリュートを弾きながら、もう一方の手でドラムを叩いている男が、画面中央近くには青年が、右側には年配の男がいる。
この初期の作品で、グリューネヴァルトは盛期イタリア・ルネサンス絵画を想起させる肉付きのよい、厚みのある身体表現をしている。しかし、イタリア・ルネサンス絵画のような理想主義はなく、暴力と悲劇を描写するために歪められた身体表現、光と影の対比、鮮烈で虹色の色彩の使用といった要素が見られる。これらの要素は、後に『イーゼンハイム祭壇画』 (ウンターリンデン美術館、コルマール) で結実する画家の個性的な様式へと発展していく。

## 部分

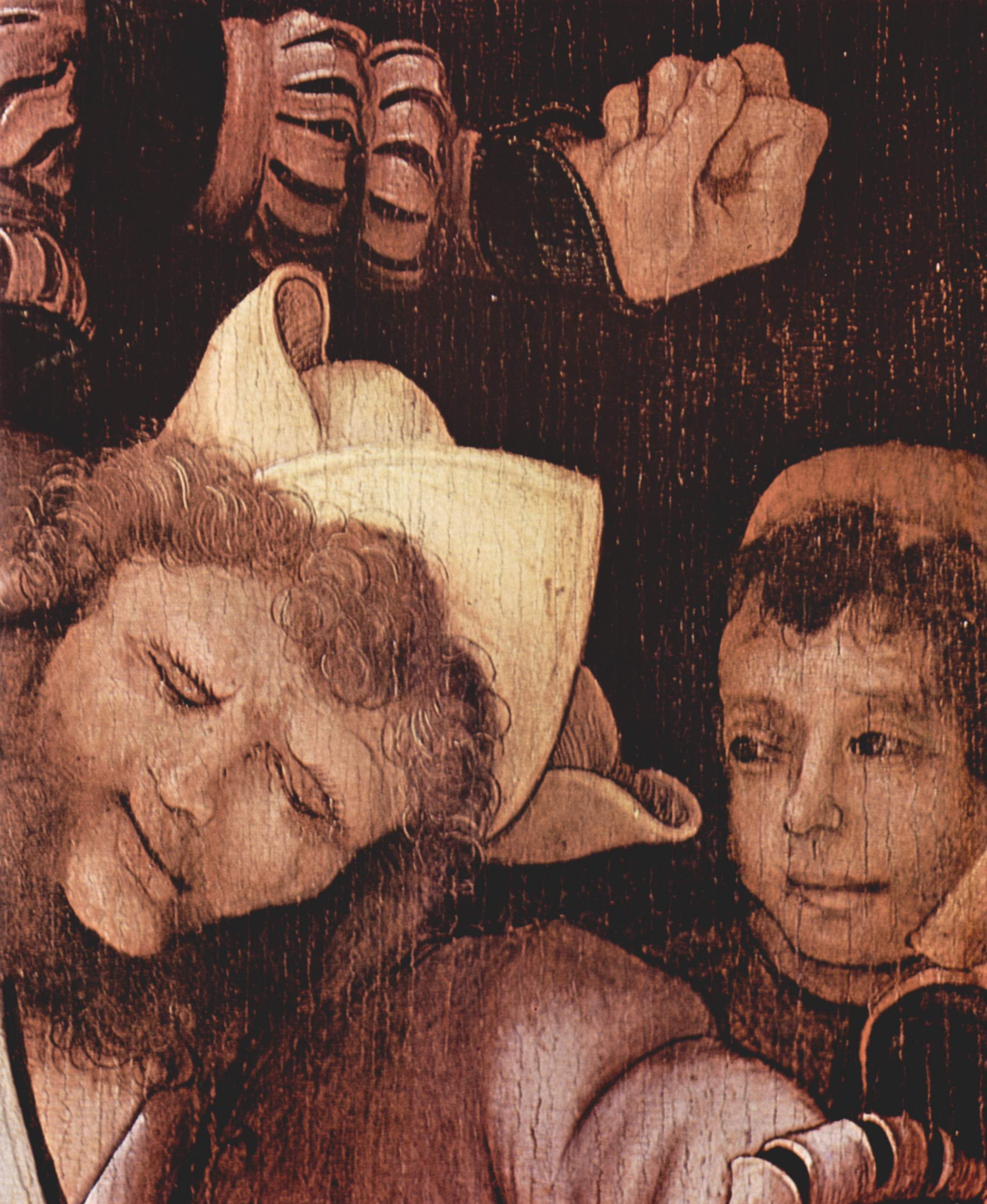
嘲弄する人々
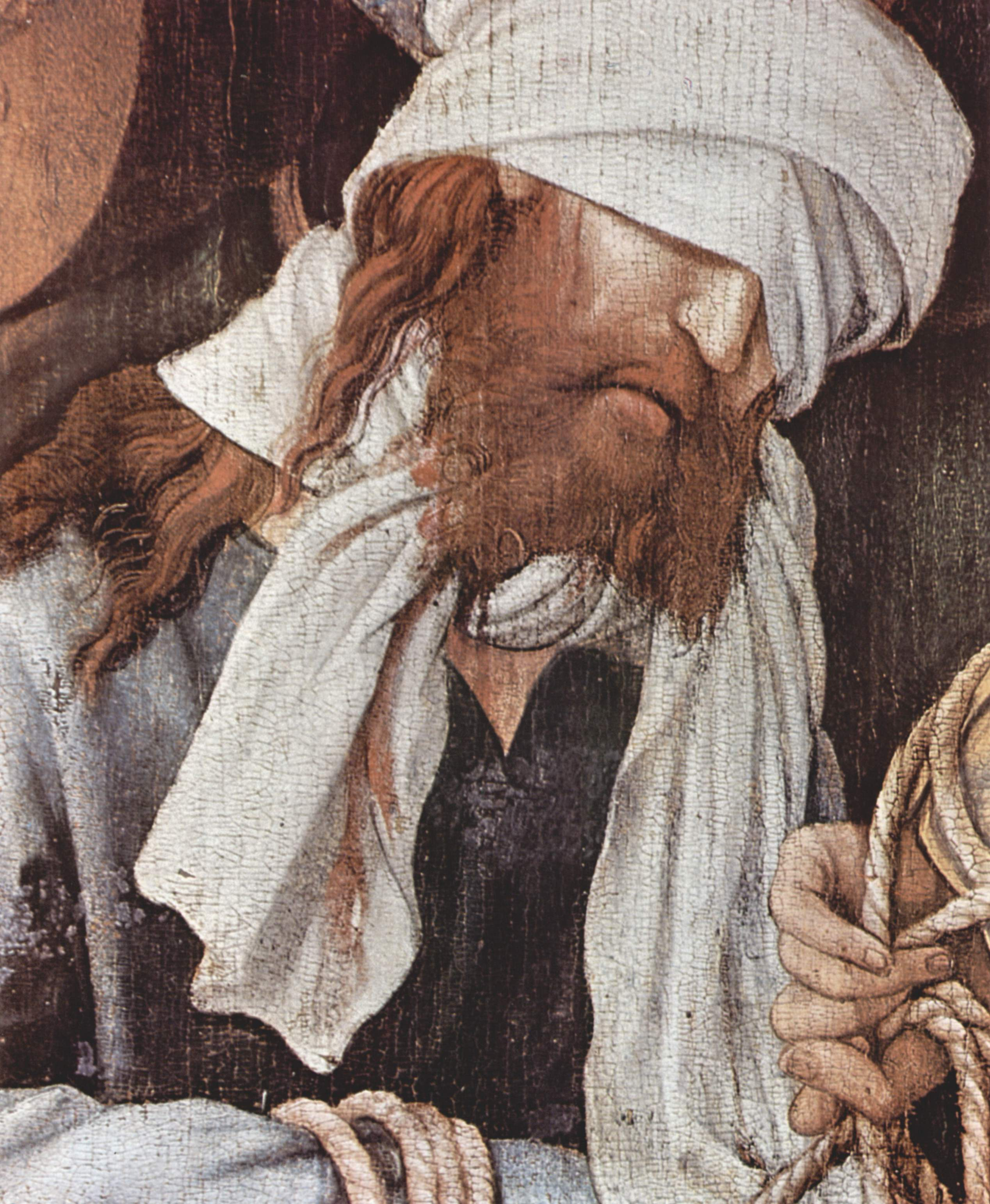
キリスト